# Jean-Baptiste Dubarry
Pour les articles homonymes, voir Dubarry.
Jean-Baptiste Dubarry, comte du Barry-Cérès, vidame de Châlons en Champagne, né en septembre 1723 à Lévignac et guillotiné à Toulouse le 17 janvier 1794, est d’abord l'amant et le proxénète, puis le beau-frère de Jeanne Bécu, plus connue sous le nom de Madame du Barry, dernière maîtresse officielle de Louis XV, roi de France. Ayant été le principal artisan de cette union, Jean-Baptiste et son frère Guillaume Dubarry, ce dernier ayant contracté un mariage blanc à cette fin, ont ainsi pu bénéficier des largesses du pouvoir royal.

## Biographie

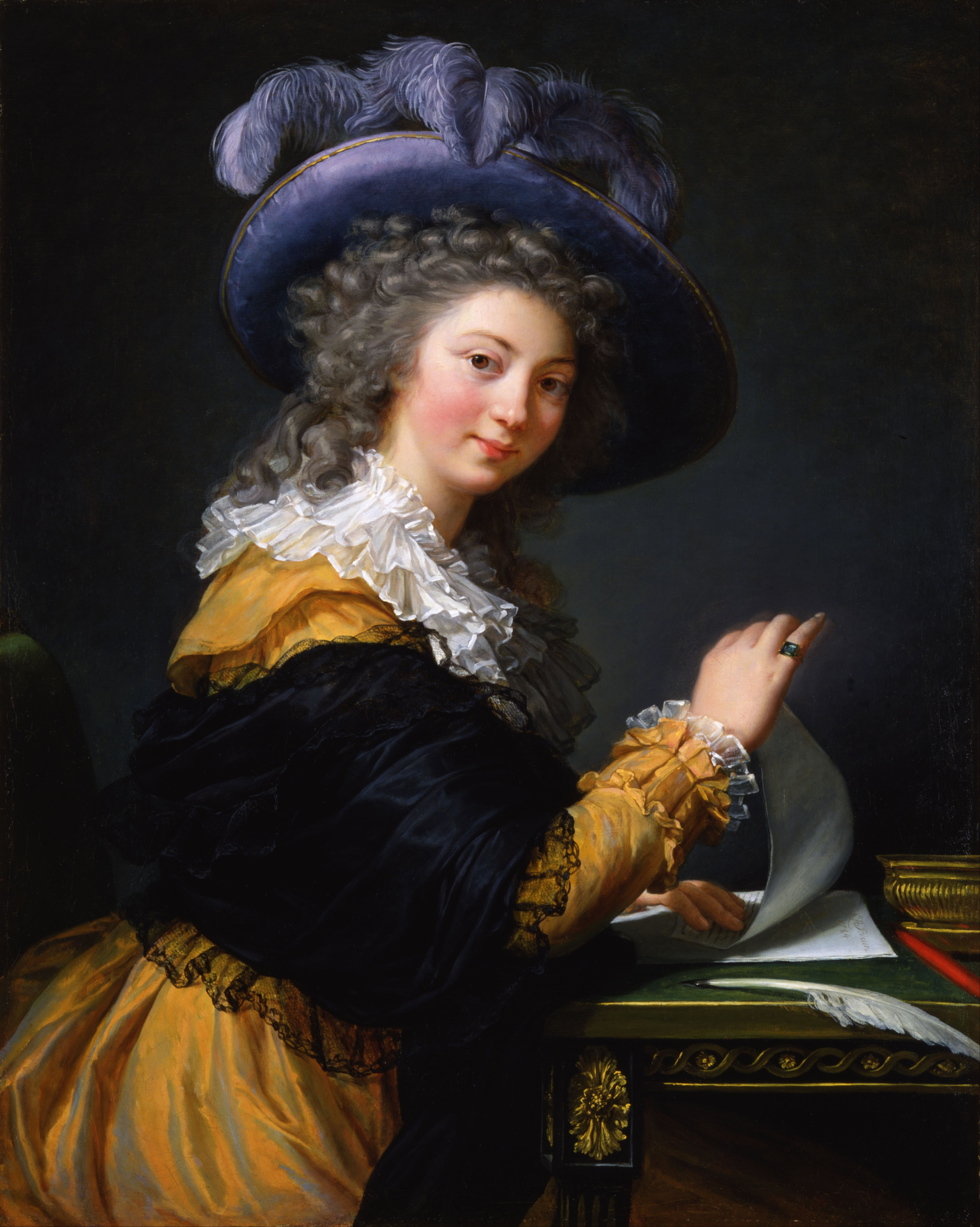
Portrait de la comtesse de Cérès, par Élisabeth Vigée Le Brun, 1784, musée d'Art de Toledo.

Jean-Baptiste Dubarry est fils d'Antoine Dubarry (1674—1744), capitaine au régiment d'Île de France, et de Marguerite Catherine Cécile Thérèse de La Caze (?—1784), mariés en 1722. Sa vie dissolue et son absence de scrupules lui avaient valu le surnom de « Le Roué ».
Il épousa Ursule Damas de Vernongrese puis Anne de Rabaudy de Montoussin.
Devenu l'amant puis le proxénète de Jeanne Bécu (dite alors Jeanne de Vaubernier) vers 1764, il lui fait épouser son frère cadet Guillaume Dubarry, le 1er septembre 1768 en l'église Saint-Laurent de Paris, afin qu'elle puisse être officiellement présentée à la cour et devenir la favorite en vigueur du roi Louis XV, lequel avait déjà commencé officieusement à profiter de ses charmes et en était tombé amoureux. En récompense de sa complaisance, et à la suite de tractations compliquées faites d'échanges fictifs, son frère Guillaume reçoit le comté de L'Isle-Jourdain et de considérables établissements en Gascogne orientale. Jean-Baptiste Dubarry reçoit de son côté le vidamé de Châlons en Champagne et les revenus afférents.
À la mort du roi en 1774, tout comme sa belle-sœur la maîtresse officielle du défunt roi, Jean-Baptiste Dubarry doit quitter la cour : il rentre à Toulouse. La comtesse du Barry ne rejoint ni son mari Guillaume, ni son ancien « protecteur » Jean-Baptiste : à la suite d’une lettre de cachet du nouveau roi Louis XVI, elle effectue un séjour forcé dans un couvent puis est autorisée à retourner dans son château de Louveciennes.

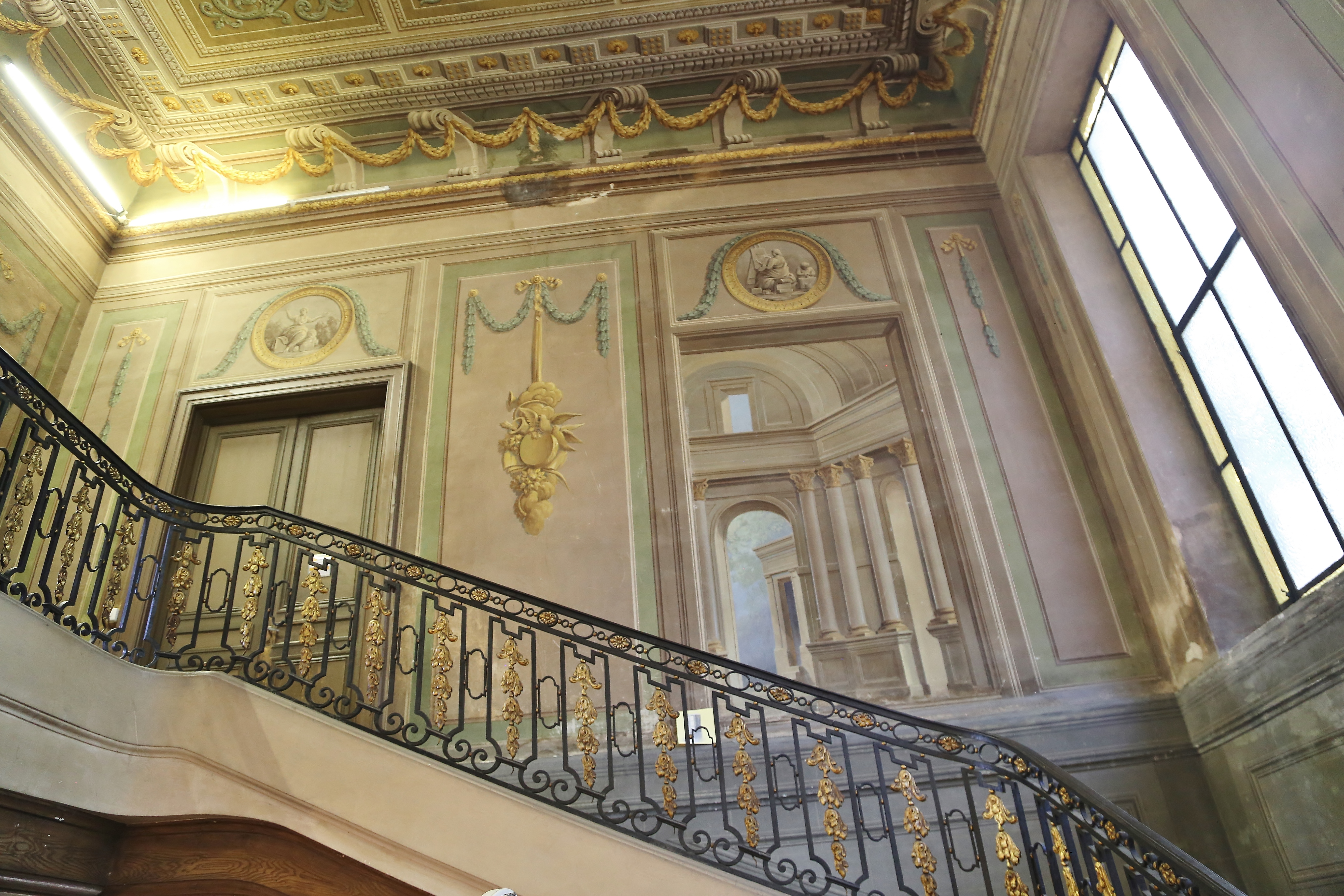
Cage d'escalier de l'hôtel de Jean-Baptiste Dubarry à Toulouse.

Entre 1777 et 1778, Jean-Baptiste Dubarry achète deux maisons à Toulouse place Saint-Raymond (actuel no 1 bis, place Saint-Sernin) et plusieurs terrains entre la rue de la Chaîne (actuels no 8-12) et la rue Royale (actuelle rue Gatien-Arnoult) pour y faire bâtir un magnifique hôtel particulier.
En 1789, à la Révolution, Jean-Baptiste Dubarry s'engage dans la Garde nationale et devient colonel de la légion de Saint-Sernin. Mais en 1793, il est arrêté comme suspect. Sa belle-sœur la comtesse du Barry, elle-même est dénoncée comme suspecte, arrêtée et emprisonnée le 22 septembre, condamnée à mort et guillotinée place de la Révolution (actuelle place de la Concorde) le 8 décembre. Jean-Baptiste Dubarry, quant à lui, est guillotiné un mois après, le 17 janvier 1794, place de la Liberté (actuelle place du Capitole). Son frère Guillaume Dubarry (et veuf officiel de Madame du Barry) survit à la Terreur et meurt dix-sept ans plus tard, en 1811 à l'âge de 79 ans.

## Filmographie
Dans le film Jeanne du Barry (2023) de Maïwenn, son rôle est interprété par Melvil Poupaud.